# 千本健一郎
千本 健一郎（せんぼん けんいちろう、1935年10月26日 - ）は、ジャーナリスト、翻訳家。

## 来歴
東京生まれ。1960年早稲田大学政治経済学部経済学科卒。1965年朝日新聞社入社。「週刊朝日」記者、「朝日ジャーナル」記者・副編集長・編集委員などを経て、朝日カルチャーセンター文章教室講師、法政大学講師（社会思想）。

## 著書
- 「いい文章」の書き方 三笠書房 1994  のち知的生き方文庫
- 「書く力」をつける本 三笠書房 1998

## 翻訳
- ラテンアメリカの小さな国 ジョーン・ディディオン 晶文社 1984
- イスラエルに生きる人々 アモス・オズ 晶文社 1985
- 兄弟 刑務所の内と外で ジョン・ワイドマン 晶文社 1988
- アラブ人とユダヤ人 「約束の地」はだれのものか デイヴィッド・K.シプラー 朝日新聞社 1990
- ヨルダン川西岸 アラブ人とユダヤ人 デイヴィッド・グロスマン 晶文社 1992
- 贅沢な戦争 イスラエルのレバノン侵攻 アモス・オズ 晶文社, 1993
- ユダヤ国家のパレスチナ人 デイヴィッド・グロスマン 晶文社, 1997
- 現代イスラエルの預言 アモス・オズ 晶文社 1998
- イスラエル全史　マーティン・ギルバート　朝日新聞出版、2008-09

## 参考
- 『新訂現代日本人名録』2002　日外アソシエーツ